# Futbolniy Klub Zhemchuzhina-Sochi
Futbolniy Klub Zhemchuzhina-Sochi - em língua russa: Жемчужина-Сочи (significa "Pérola") - foi um clube de futebol situado em Sóchi, no extremo-oeste da Rússia.
Disputa o Campeonato Russo da Segunda Divisão. Fundado em 1991, chegou a ser extinto em 2003. Foi refundado em 2007, e instalado na Liga de Futebol Amador da Rússia (Divisão Sul).
Manda seus jogos no Sóchi Central Stadium, em Sóchi, com capacidade para 12.200 torcedores.
Suas cores são laranja, branco e cinza.

## Plantel
Nota: Bandeiras indicam equipe nacional, conforme definido pelas regras de elegibilidade da FIFA. Os jogadores podem ter mais de uma nacionalidade não-FIFA.
| N.º |                      | Posição | Jogador                               |
| --- | -------------------- | ------- | ------------------------------------- |
| 1   | Rússia               | G       | Aleksandr Chikhradze                  |
| 2   | Rússia               | M       | Yevgeniy Pankov                       |
| 3   | Rússia               | M       | Maksim Demenko                        |
| 4   | Cazaquistão          | M       | Ruslan Baltiev                        |
| 5   | Rússia               | M       | Sergei Akimov                         |
| 6   | Rússia               | M       | Gudzha Rukhaia                        |
| 7   | Arménia              | A       | Robert Zebelyan                       |
| 8   | Rússia               | M       | Konstantin Zuyev                      |
| 9   | Rússia               | A       | Stanislav Dubrovin                    |
| 11  | Bósnia e Herzegovina | M       | Ricardo Baiano                        |
| 14  | Uzbequistão          | A       | Vladimir Shishelov                    |
| 16  | Rússia               | G       | Mikhail Baranovskiy                   |
| 17  | Rússia               | A       | Ivan Shpakov                          |
| 18  | Rússia               | M       | Vladimir Ridel                        |
| 19  | Rússia               | D       | Yevgeni Osipov                        |
| 22  | Rússia               | M       | Nikolay Fiyev                         |
| 24  | Rússia               | D       | Vladislav Goncharov                   |
| 25  | Rússia               | D       | Aleksey Revyakin                      |
| 27  | Rússia               | M       | Vladislav Ryzhkov                     |
| 28  | Rússia               | M       | Khasan Akhriyev                       |
| 29  | Rússia               | D       | Igor Golban                           |
| 30  | Rússia               | G       | Andrey Mishkevich                     |
| 32  | Rússia               | D       | Valeriy Safonov                       |
| 33  | Rússia               | M       | Sergey Belousov (emp. pelo Saturn)    |
| 77  | Rússia               | A       | Aleksandr Danishevsky                 |
|     | Rússia               | D       | Andrei Lyakh                          |
|     | Bielorrússia         | M       | Andrey Khachaturyan                   |
|     | Rússia               | M       | Aleksandr Makarenko (emp. pelo Sibir) |